# Makasai
Le makasai (aussi appelé makassai, makasae, macassai ou ma'asae) est une langue papoue parlée au Timor oriental, dans les municipalités de Baucau et Viqueque.

## Locuteurs
Lors du recensement timorais de 2010, il y avait 101 854 locuteurs natifs du makasai dont 62 456 dans la municipalité de Baucau et 27 495 dans la municipalité de Viqueque. Il y avait également 4 763 locuteurs du sa'ane (ou sa'ani), un dialecte du makasai principalement parlé dans la municipalité de Lautém.

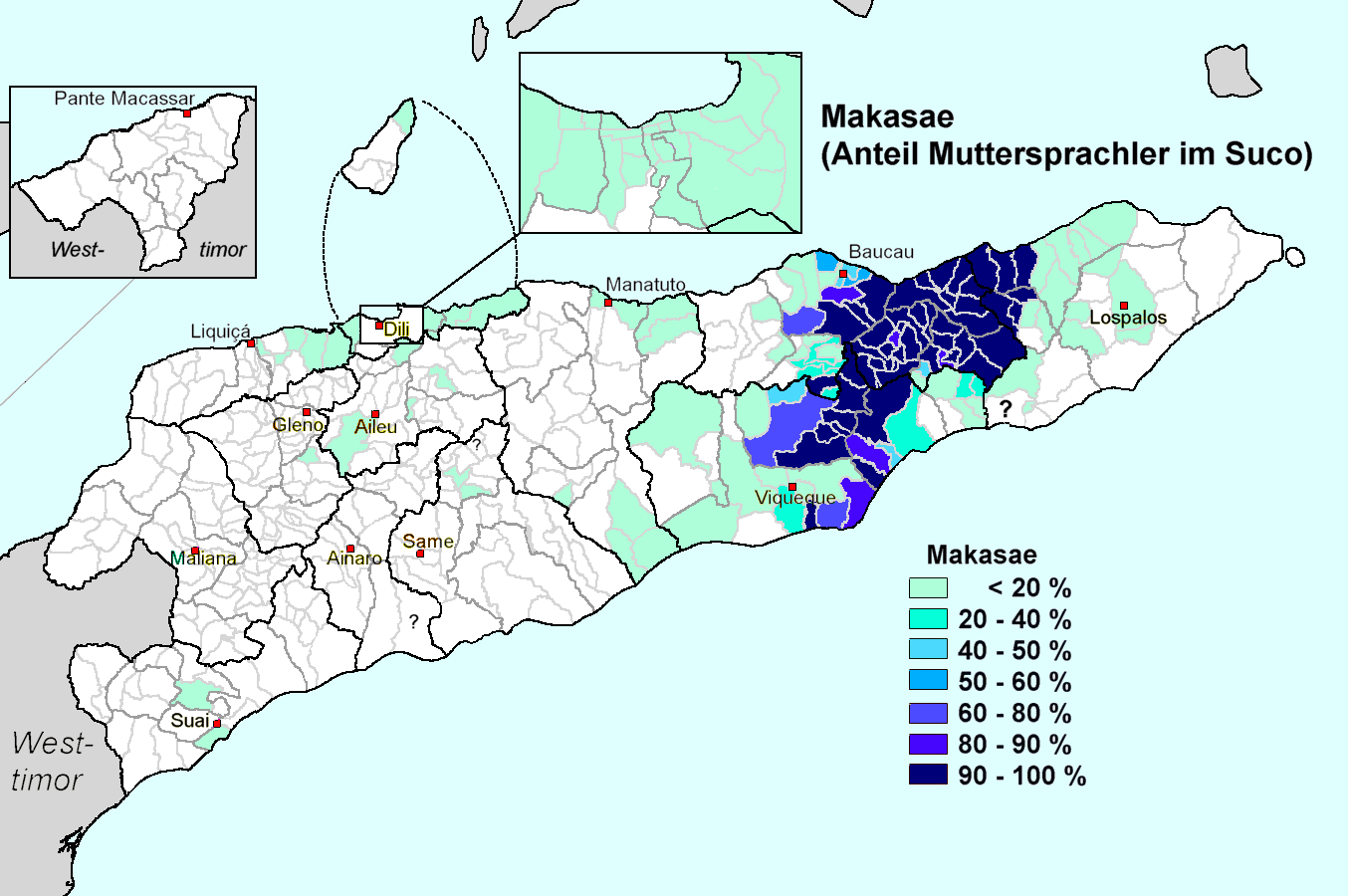
Répartition des locuteurs natifs du makasai au Timor Oriental
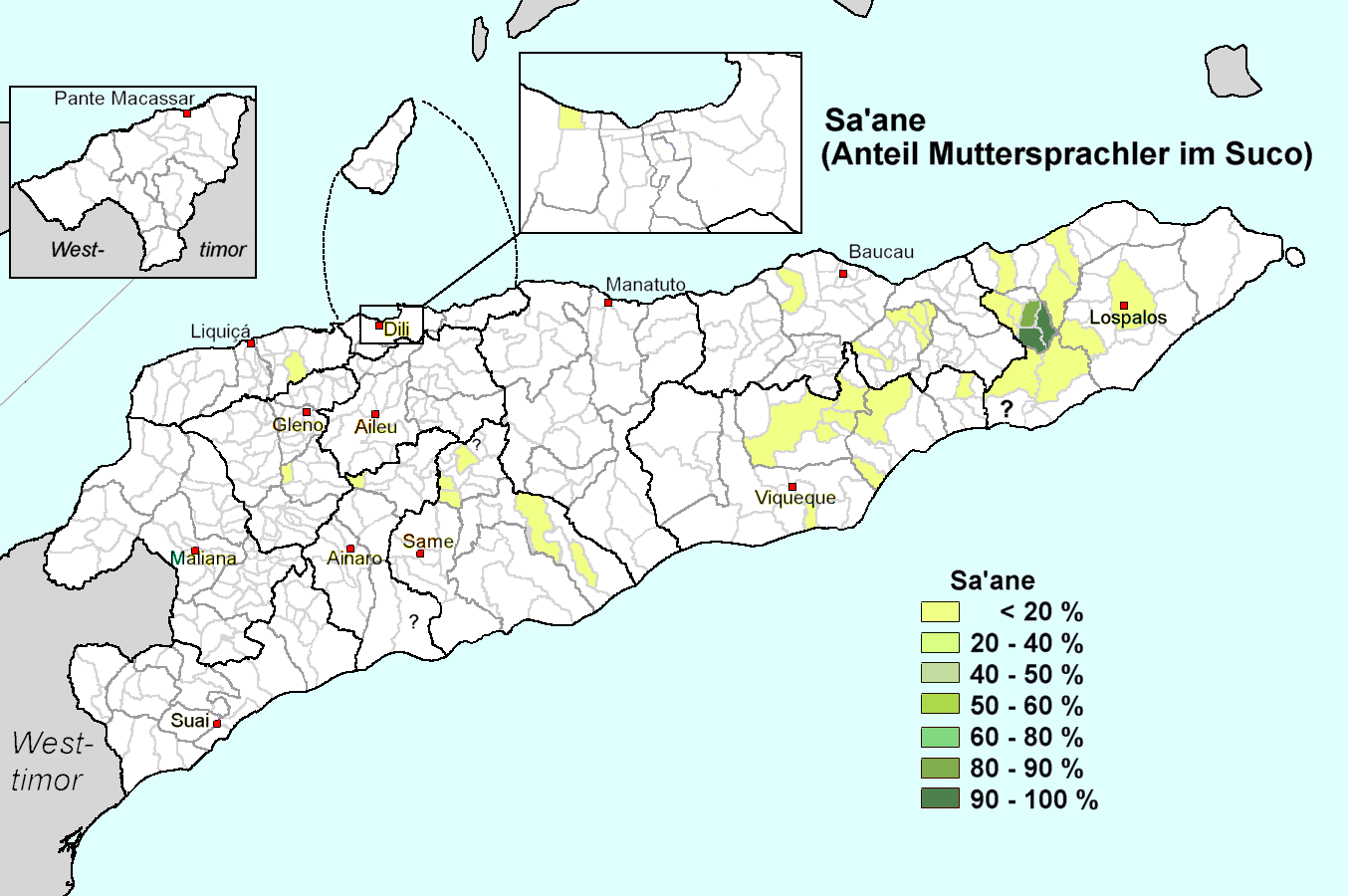
Répartition des locuteurs natifs du dialecte sa'ane

## Phonologie

### Consonnes
Tableau des consonnes du makasai :
|            |            | Labiales | Alvéolaires | Vélaires | Glottales |
| ---------- | ---------- | -------- | ----------- | -------- | --------- |
| Occlusives | nasales    | [m]      | [n]         |          |           |
| Occlusives | sourdes    |          | [t]         | [k]      | [ʔ]       |
| Occlusives | voisées    | [b]      | [d]*        | [g]      |           |
| Fricatives | Fricatives | [f]      | [s]         |          | [h]       |
| Roulées    | Roulées    |          | [r]         |          |           |
| Spirantes  | Spirantes  | [w]      | [l]         |          |           |

- *Le /d/ est post-alvéolaire.
- Les consonnes [p], [v], [z], [ ʃ ], [ ʒ], [ɾ], [ʎ] et [ ɲ] existent aussi dans certains dialectes. Elles sont utilisées dans des mots empruntés au portugais ou au tétoum[2].

### Voyelles
Tableau des voyelles du makasai :
|            | Antérieures | Centrales | Postérieures |
| ---------- | ----------- | --------- | ------------ |
| Fermées    | [i], [i:]   |           | [u], [u:]    |
| Mi-fermées | [e], [e:]   |           | [o], [o:]    |
| Ouvertes   |             | [ä], [ä:] |              |